# Międzynarodowe Stowarzyszenie Reklamy
IAA Międzynarodowe Stowarzyszenie Reklamy – Ogólnoświatowa organizacja reprezentująca wspólne działania reklamodawców, agencji reklamowych i mediów.

## Historia
Międzynarodowe Stowarzyszenie Reklamy zostało założone w 1938 r. w Nowym Jorku. Obecnie ma niemal sto oddziałów na całym świecie. Oddziały IAA w poszczególnych państwach tworzą własne programy, promując odpowiedzialność reklamy i broniąc swobody komunikacji marketingowej. 
Międzynarodowe Stowarzyszenie Reklamy w Polsce powstało w 1993 roku. Konsekwentnie budując prestiż branży reklamowej, działa na polach promujących profesjonalizm i współpracę podmiotów działających w ramach branży.
IAA prowadzi liczne kampanie informujące o istocie i zadaniach reklamy, przez co dowodzi, że reklama pobudza rozwój gospodarczy, stymuluje zdrową konkurencję i inspiruje aktywność rynkową. Wolność reklamy jest również wyznacznikiem wolności wyboru konsumentów.
Profesjonalne metody wypracowane w reklamie mogą i powinny być wykorzystywane także w realizacji cennych inicjatyw społecznych. Dlatego też IAA, w pełni rozumiejąc siłę, jaką dysponuje reklama, promuje i upowszechnia społecznie odpowiedzialny marketing. W tym celu realizowany jest obecnie program Marketing dla Przyszłości, który obejmuje następujące obszary działalności:
- ochrona zdrowia i profilaktyka
- przedsiębiorczość
- edukacja i języki obce
- ochrona środowiska

## Cele
Celem IAA jest działalność na rzecz wszechstronnego rozwoju reklamy, podnoszenia standardów etycznych i zawodowych w tej dziedzinie oraz rozszerzenia swobody komunikowania się producentów i konsumentów. 
Jednym z głównych celów stowarzyszenia jest podnoszenie standardów etycznych i zawodowych w branży reklamowej. Dobra reklama - to reklama uczciwa, rzetelna i profesjonalna. W swojej historii IAA wielokrotnie inspirowało i stymulowało powstawanie kodeksów, przepisów prawnych, badań i raportów na temat reklamy.
Do priorytetów Międzynarodowego Stowarzyszenia Reklamy IAA w Polsce należy nie tylko promowanie pozytywnego stosunku do reklamy i korzyści z niej płynących dla gospodarki wolnorynkowej ale i budowanie i utrzymywanie prestiżu komunikacji marketingowej.
Ponadto zadaniem Stowarzyszenia jest kreowanie płaszczyzn współdziałania agencji marketingowych, środków masowego przekazu i reklamodawców, a także obrona swobody wypowiedzi handlowej, a co za tym idzie - stwarzanie możliwości wyboru dla konsumenta. 
IAA stawia również na tworzenie samoregulacji w reklamie, zabieganie o powszechną akceptację kodeksów i norm, nadzór nad ich wdrażaniem i przestrzeganiem oraz pobudzanie profesjonalnego rozwoju reklamy przez edukację i szkolenia w dziedzinie komunikacji marketingowej. 
Międzynarodowe Stowarzyszenie Reklamy jest jedyną w Polsce organizacją zrzeszającą twórców reklam, reklamodawców oraz media. 
Działania, które podejmuje IAA na polskim rynku to:
- promowanie pozytywnego stosunku polskiego społeczeństwa do reklamy, jako nieodzownego czynnika nowoczesnej gospodarki, wspierającego rozwój wolnego rynku i wolnych mediów akcja: „Produkt jest legalny… ale jego reklama nie. Sprawiedliwe?”,

- realizacja programów edukacji społecznej w zakresie nowoczesnych form komunikacji rynkowej m.in.: szkolenia w ramach programu „Konsumenckie ABC”; wykłady IAA na wyższych uczelniach dotyczące zagadnień CSR i etyki branżowej,

- budowanie przychylnego klimatu wokół zjawisk z zakresu reklamy i marketingu: „Nie kupuj kota w worku”, „Reklama Twoje prawo wyboru”,

- upowszechnianie tematyki związanej z marketingiem i reklamą, dzięki bogatym kontaktom z kluczowymi mediami,

- uczestnictwo w publicznych debatach poświęconych sprawom rynku i komentowanie aktualnych zjawisk i problemów dotyczących branży marketingu i reklamy- kampania: „Twoja gazeta bez reklam będzie 10 razy droższa”,

- patronat najważniejszych wydarzeń w branży reklamowej takich jak: Złote Orły, Festiwal Komunikacji Społecznej, BriefIndex - wskaźnik koniunktury branży komunikacji marketingowej, Brief for Poland, reprezentowanie twórców reklam, reklamodawców i media w najważniejszych gremiach w Polsce,

- aktywny udział w pracach legislacyjnych, oraz obrona swobody wypowiedzi handlowej kampania: „Bez reklamy? Już to znamy”,

- konsultacja najważniejszych regulacji prawnych dotyczących problematyki rynkowej petycje i debaty dotyczące kwestii reklamy piwa, konsultacje w toku prac legislacyjnych dotyczące ustawy o zwalczaniu nieuczciwych praktyk rynkowych,

- działania w ramach struktur międzynarodowych, poprzez bogatą sieć kontaktów na całym świecie w tym systematyczna współpraca grupa IAA ds. konsultacji z Komisją Europejską,

- upowszechnianie światowych osiągnięć i najlepszych wzorców z dziedziny reklamy i marketingu,

- pośrednictwo w wymianie doświadczeń pomiędzy poszczególnymi sektorami rynku w Polsce.

Podstawowe standardy w branży- samoregulacja.

Samoregulacja w reklamie jest wyrazem przekonania, że w dziedzinie tej daleko bardziej niż restrykcyjność przepisów prawa, pożądane i pożyteczne jest wprowadzenie samoograniczeń podmiotów prowadzących działalność reklamową. Dbanie o faktyczne przestrzeganie zasad etycznych, uczciwość i legalność reklam przekłada się na kształtowanie pozytywnego wizerunku całej branży oraz zwiększenie zaufania do niej ze strony konsumentów. 
Tworzy także korzystne warunki dla propagowania zasad odpowiedzialnego społecznie biznesu. Solidarne opowiedzenie się po stronie samoregulacji wpływa pozytywnie na rozwój uczciwej konkurencji między samymi uczestnikami wszystkich etapów procesu reklamowego. Branżowe kodeksy etyczne i organizacje stojące na straży ich przestrzegania istnieją już we wszystkich państwach członkowskich UE. 
Podstawą sprawnego funkcjonowania samoregulacji jest zarówno dobrowolne przystąpienie do systemu szerokiego grona podmiotów działających w ramach branży, respektowanie przez nie orzeczeń o zgodności podejmowanych działań z Kodeksem Etyki wydawanych przez stosowny organ, jak też efektywność i szybkość tego organu. W Polsce ciałem tym jest powołana także przy zaangażowaniu IAA Rada Reklamy i funkcjonująca w jej ramach Komisja Etyki, składająca się z ekspertów oraz osób posiadających praktyczną wiedzę z zakresu reklamy i marketingu.
Prezesem IAA Polska jest Jacek Olechowski, dyrektorem generalnym Jerzy Minorczyk, a przewodniczącym rady nadzorczej Jakub Potrzebowski. Od kwietnia 2008 stanowisko wiceprezesa IAA Global ds. Strategii zajmuje Paweł Kowalewski.